# Siglufjörðurs flygplats
Siglufjörðurs flygplats är en flygplats i republiken Island. Den ligger i regionen Norðurland eystra, i den norra delen av landet. Sedan Siglufjörður flygplats hade stängts på grund av bättre vägförbindelser genom Héðinsfjarðargöngtunneln har den nu öppnat igen. Det finns inga reguljära flyg till och från Siglufjörður.